# HD159829
HD159829 — хімічно пекулярна зоря спектрального класу A2, що має видиму зоряну величину в смузі V приблизно  9,7.
Вона  розташована на відстані близько 29650,6 світлових років від Сонця.

## Фізичні характеристики
Телескоп Гіппаркос зареєстрував фотометричну змінність  даної зорі з періодом    4,28 доби в межах від  Hmin= 9,95 до  Hmax= 9,70.